# ستاردوج وتربوكات
ستاردوج وتربوكات (بالإنجليزية: StarDog and TurboCat)‏ هو فيلم رسوم متحركة بريطاني من إخراج بن سميث، صدر في 2019، في مصر تم إصداره في عام 2020.

## وصلات خارجية
- ستاردوج وتربوكات على موقع IMDb (الإنجليزية)
- ستاردوج وتربوكات على موقع ميتاكريتيك (الإنجليزية)
- ستاردوج وتربوكات على موقع روتن توميتوز (الإنجليزية)
- ستاردوج وتربوكات على موقع قاعدة بيانات الأفلام العربية
- ستاردوج وتربوكات على موقع أول موفي (الإنجليزية)
- ستاردوج وتربوكات على موقع فيلمافينيتي (الإسبانية)
- ستاردوج وتربوكات على موقع قاعدة بيانات الفيلم (الإنجليزية)
- ستاردوج وتربوكات على موقع ليتربوكسد (الإنجليزية)
- ستاردوج وتربوكات على موقع كينوبويسك (الروسية)